# پاینکسل (فلوریدا)
پاینکسل (به انگلیسی: Pine Castle) یک منطقهٔ مسکونی در ایالات متحده آمریکا است که در شهرستان اورنج، فلوریدا واقع شده‌است. پاینکسل ۷٫۴ کیلومتر مربع مساحت و ۱۰٬۸۰۵ نفر جمعیت دارد و ۳۰ متر بالاتر از سطح دریا قرار دارد.